# Mlýn Bukačov
Mlýn Bukačov v Kouřimi v okrese Kolín je mlýn, který stojí na řece Výrovka pod rybníkem Strašík asi 1 kilometr jihovýchodně od centra města, mezi původním hradištěm Stará Kouřim a svatojiřskou ostrožnou. Je chráněn jako nemovitá kulturní památka České republiky; předmětem ochrany je mlýn, domek čp. 364, špýchar, objekty se zbytky starších staveb (kolna, stodola, chlév, ohradní zdi s branami) a k nim náležející pozemky.

## Historie
Vodní mlýn je připomínán roku 1404, kdy je v Bílé knize práv a svobod označen jako Prostřední. V 16. století byl nazýván Vojtěšský pravděpodobně podle mlynáře Vojtěcha, zmiňovaného v roce 1516, nebo podle nedalekého kostela svatého Vojtěcha. Je zachycen na vedutě města Kouřimi z roku 1600 od Jana Willenberga.
Od 17. století byl v majetku rodiny mlynáře Bukače, od roku 1755 v majetku rodiny Šmejkalovy, která zde hospodařila téměř sto let. Koncem 19. století koupil mlýn Augustin Beyšovec, jehož rod se zde držel až do druhé poloviny 20. století. Mlelo se až do roku 1962, poté stát mlýn zakonzervoval a držel jako rezervu.

## Popis
Areál mlýna zahrnuje vlastní budovu mlýnice krytou mansardovou střechou a přilehlý hospodářský dvůr s kolnou, stodolou a chlévy. Při jižní straně budovy stojí polygonální komín a pozůstatky dalších výrobních objektů. Ve zdivu těchto staveb jsou zazděné druhotně použité kamenické články ze zbořeného románského kostela sv. Vojtěcha, například hlavice sloupu.
Mlýn je ohraničen kamennou ohradní tarasovou zdí otevřenou dvěma pilířovými branami. Na jižní straně při ústí příjezdové cesty stojí špýchar a obytný dům.
Ve mlýně se dochovalo jeho kompletní umělecké složení, které však není udržované. Voda na vodní kolo tekla od jezu náhonem na turbínovou kašnu a odtokovým kanálem se vracela zpět; náhon je stále částečně funkční. Při mlýně byla také pekárna, která užívala komín postavený kvůli parnímu stroji, byla zde i pila, která zanikla.
Mlýn původně poháněla dvě vodní kola doplněná třetím kolem pro pohon pily. Roku 1918 nainstaloval mlynář Beyšovec dvě Francisovy turbíny od výrobce J. M. Voith, St. Pölten - v jižní části turbínového domku byla umístěna vertikální Francisova kašnová turbína se suchou savkou (spád 4,1 metry, hltnost až 550 l/s, výkon 22,8 HP) a o několik metrů severně mohutná Francisova horizontální spirální turbína (275 l/s, výkon 11,2 HP).
Dochoval se zde naftový motor od výrobce Královopolská Strojírna, Brno (též Brünn Königsfelder Maschinenfabrik). Z roku 1923 pochází vysokotlaký naftový motor soustavy Hindl o výkonu 30 HP od strojírny Brno Královopolská, který se nachází v jižní části strojovny nad turbínovou kašnou (původně pravděpodobně umístěn na jiném místě). S tímto motorem souvisí dochovaný plechový výfuk vyústěný nad střechu turbínového domku. Dochovala se také původní nádrž na naftu, která visí na zdi vedle motoru.
Zanikl parní stroj, který sloužil jako pomocný motor, po kterém zbyl pouze vysoký cihelný komín a pravděpodobně tlaková nádrž na vodu, umístěná nad pekařskou pecí.

## Okolí mlýna
Jihovýchodně od mlýna bylo archeology odkryto Hradiště u svatého Vojtěcha. Vede kolem něj turistická značená trasa  1048 z Kouřimi do Hatí.